# Dąbrówka Wisłocka
Dąbrówka Wisłocka is een plaats in het Poolse district  Mielecki, woiwodschap Subkarpaten. De plaats maakt deel uit van de gemeente Radomyśl Wielki en telt 750 inwoners.